# Драматичний твір
Дра́ма (дав.-гр. δρᾶμα — «дія», «діяння», «дійство») — один з літературних родів, який змальовує світ у формі дії, здебільшого призначений для сценічного втілення.

## Теорія драми
Теорія драми в її історичному розвитку неодмінно відбивала всі зміни в літературній і сценічній творчості, які відбувалися протягом тисячоліть. Аристотель у своїй праці «Поетика» розробив теорію трагедії, визначення якої як наслідування важливої і завершеної дії, що має певний обсяг, реалізується через дію, а не через розповідь і викликає співчуття і жах очищення (катарсис), на багато століть сформувало підходи до драми.
Н. Буало, Ф. Шіллер, Г.-В.-Ф. Гегель, Ф. Прокопович, Митрофан Довгалевський також в основу своїх концепцій драми ставили дію. Однак підходи у кожного з них були різні.
Теорія доби класицизму відзначалася нормативністю. Окремі поради, які давав, наприклад, Н. Буало («Мистецтво поетичне») містили вимоги, що суттєво обмежували творчу активність письменника (єдність дії, місця і часу). Універсальні нормативи класицизму зазнали ревізії в добу Просвітництва: відбулася демократизація драми та її мови.
На початку 19 ст. оригінальну драматургійну систему створили романтики (Дж. Байрон, П. Шеллі, В. Гюго). Протягом останніх століть драма стала активно читатися, переходячи з мистецтва сценічної дії у мистецтво художнього слова.

### «Закрита» драма
Теоретики літератури відзначають два жанрових типи драми. Перший — «аристотелевська», або «закрита».
Ознаками «закритої» драми є:
- Введення в історію події та персонажів
- Однозначна зав'язка
- Тісний змістовий зв'язок між сценами
- Причинно-наслідкові ланцюжки та ланцюжки зв'язків між персонажами
- Лінійна дія
- як правило, 5 актів
- відсутність зміни місця дії, або незначна зміна
- лінійна часова послідовність
- коротка тривалість дії
- наявність протагоніста та антагоніста

Для такої драми притаманна фабульна побудова з необхідними для цього атрибутами — зав'язкою, розвитком дії, кульмінацією та розв'язкою. У ній зберігається хронологія подій і вчинків дійових осіб на відносно обмеженому просторі.
Генетичні витоки такої драми криються у творчості античних письменників (Евріпіда, Софокла). Свого піку вона досягла в добу класицизму (П. Корнель, Ж. Расін), не зникла в епоху Просвітництва (Ф. Шіллер, Г.-Е. Лессінг), розвивалася у літературі 19 ст. (В. Гюго, Дж. Байрон, Іван Котляревський, Григорій Квітка-Основ'яненко, Олександр Островський, Іван Карпенко-Карий, Іван Франко). Існує вона й у сучасній драматургії.

### «Відкрита» драма
Іншим жанровим типом є «неаристотелівська», або «відкрита» драма. Ознаками відкритої драми є:
- відсутність введення
- відсутність однозначної зав'язки
- відсутність зв'язку або неясний зв'язок між сценами
- сцени пов'язані фразовими мотивами, центральним Я, повтором місць
- нелінійна дія
- відсутність формально визначених відрізків дії
- часта зміна місця дії
- перервна часова послідовність

В її основі лежить синтетичне художнє мислення, внаслідок чого до драматичного роду активно проникають епічні та ліричні елементи, створюючи враження міжродової дифузії. Це характерно як для драматургії минулого (театри Кабукі і Но у Японії, музична драма в Китаї, «Обітниця Яугандхараяти» в Індії, «Перси» Есхіла у Греції), так і для сучасної драматичної творчості (Бертольт Брехт, Назим Хікмет, Микола Куліш, Е. Йонеско, Юрій Яновський, Євген Шварц).
Якщо у даному жанровому типі домінують епічні елементи, то така драма називається епічною. Притаманними їй елементами можуть бути умовність, інтелектуалізація змісту, активне втручання письменника в дію. Епічна драма яскраво представлена у творчості Б. Брехта, Н. Хікмета, М. Куліша, Івана Кочерги.
В центрі зображення ліричної драми — внутрішній світ героїв. У ній значно посилюються естетичні функції умовності, деформуються часові та просторові параметри, складнішою стає композиція, домінують асоціативні зв'язки («Чарівний сон» Михайла Старицького, «Одержима» Лесі Українки, «Соловейко-Сольвейг» Івана Драча).

## Жанрові різновиди драми
Драма є специфічним видом мистецтва, який одночасно належить як літературі, так і театру. Лише у колективній творчості письменника, режисера, художника, композитора й акторів вона може стати помітним явищем літературно-мистецького життя. Відповідно до змісту та форми, характеру конфлікту драматичні твори поділяються на окремі види і жанри (драма, трагедія, комедія, фарс, водевіль, мелодрама, трагікомедія). У минулому побутували містерії, міраклі, мораліте, шкільні драми, інтермедії та інші.